# Glasnevin Cemetery

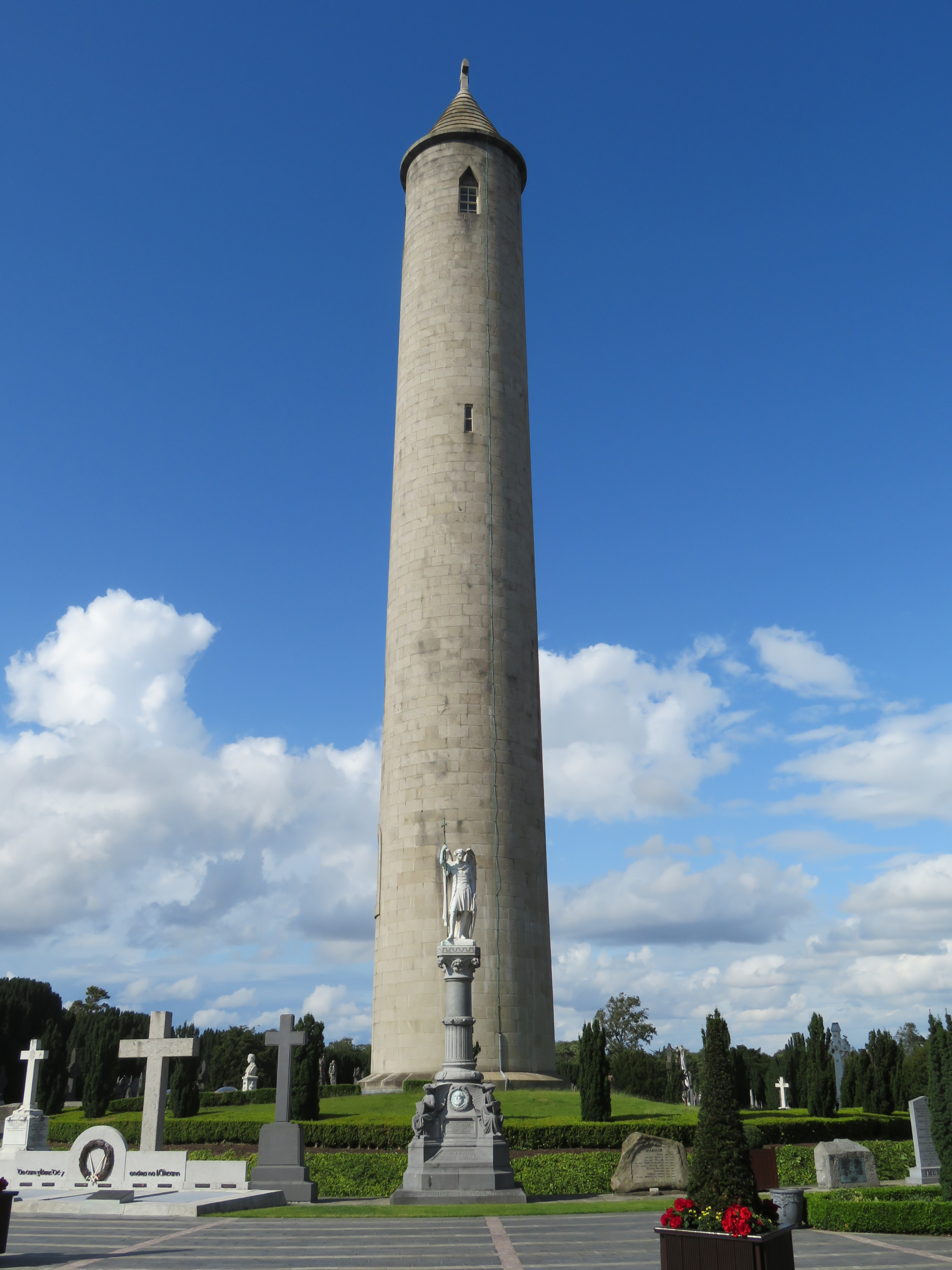
Der O’Connell-Turm, Wahrzeichen des Glasnevin Cemetery

Glasnevin Cemetery (irisch Reilig Ghlas Naíon) ist mit einer Fläche von 50 Hektar der größte Friedhof Irlands. Er gilt als Nationalfriedhof der Republik Irland. 1832 in Glasnevin, einem nördlichen Stadtteil von Dublin, unter seinem offiziellen Namen Prospect Cemetery gegründet, war er der erste Friedhof für Katholiken.

## Geschichte

### Vorgeschichte
Bis zur Gründung des Glasnevin Cemetery waren Katholiken gezwungen, ihre Angehörigen auf protestantischen Friedhöfen zu bestatten, wobei es ihnen zudem verboten war, ihre eigenen Riten zu praktizieren. Gegen diese Unterdrückung durch die protestantische Regierung kämpfte zu Beginn des 19. Jahrhunderts Daniel O’Connell an. Mit seiner Catholic Association erreichte er auf politischem Weg 1829 die Durchsetzung der Catholic Emancipation Bill, die zwar die Benachteiligungen nicht völlig beseitigte, aber doch zu deutlichen Verbesserungen für die katholische Bevölkerung führte. Dadurch war auch die Einrichtung dieses Friedhofs auf Initiative von O’Connell möglich geworden.

### Gründung
Die erste Bestattung auf Glasnevin Cemetery fand am 22. Februar 1832 statt, als ein elfjähriger Junge aus Dublin dort beerdigt wurde.
Der Friedhof war von Beginn an allen Glaubensrichtungen zugänglich. Das war auch noch in der folgenden viktorianischen Zeit ungewöhnlich, denn Friedhöfe waren sonst immer konfessionsgebunden. 
Im Laufe der Zeit ist das Areal erweitert worden. Der ältere Teil des Friedhofs ist von Mauern und Türmen aus der Gründungszeit umgeben. Auf den Türmen waren seinerzeit bewaffnete Wachen postiert, die Leichendiebstähle verhindern sollten: Ärzte, die den menschlichen Körper erforschen wollten, zahlten Grabschändern für eine Leiche damals bis zu drei Pfund.

### Irischer Nationalfriedhof
Bis heute wurden 1,5 Millionen Menschen auf dem Glasnevin Cemetery beerdigt, was angesichts der geringen Bevölkerungszahl Irlands eine enorme Menge ist. Ein Großteil davon findet sich jedoch in Massengräbern, die während der Hungersnot 1845 bis 1849 eingerichtet wurden, um rund 800.000 namenlose Tote zu bestatten.
Daneben entwickelte sich Glasnevin Cemetery spätestens im 20. Jahrhundert zum irischen Nationalfriedhof. Waren hier bereits zu Beginn Politiker, Künstler und Geistliche bestattet worden, fanden in den letzten einhundert Jahren nahezu alle bedeutenden Iren ihre letzte Ruhestätte in Glasnevin, allen voran die Freiheitskämpfer dieser Zeit, aber auch weiterhin Politiker, Schriftsteller und Musiker.
Der Friedhof ist öffentlich zugänglich, es werden jedoch auch Führungen angeboten. Neben dem Friedhof befindet sich ein Museum, das mit einer Dauerausstellung die Geschichte des Friedhofs und einiger wichtiger Persönlichkeiten, die auf ihm begraben liegen, erzählt. 

## Bekannte Personen, die in Glasnevin beigesetzt sind
- Daniel O’Connell (1775–1847), Politiker
- James Fintan Lalor (1807–1849), Journalist und Revolutionär, führendes Mitglied der Young Irelander
- Anne Devlin (1781–1851), Revolutionärin
- John Hogan (1800–1858), führender irischer Bildhauer des 19. Jahrhunderts
- Edward McCabe (1816–1885), Kardinal und Erzbischof von Dublin
- Charles Stewart Parnell (1846–1891), Politiker
- James Stephens (1825–1901), Gründer der Irish Republican Brotherhood
- Jeremiah O’Donovan Rossa (1831–1915), Führer der Irish Republican Brotherhood und Agitator
- Roger Casement (1864–1916), Diplomat und Afrikareisender, als Hochverräter in England hingerichtet
- The O’Rahilly (1875–1916), Revolutionär
- Patrick Joseph McCall (1861–1919), Autor und Balladendichter
- Kevin Barry (1902–1920), IRA-Mitglied im Irischen Unabhängigkeitskrieg
- Cathal Brugha (1874–1922), Revolutionär und Politiker sowie Mitbegründer der IRA
- Michael Collins (1890–1922), Revolutionär und Politiker sowie Mitbegründer der IRA
- Constance Markiewicz (1868–1927), Politikerin
- Charlotte Despard (1844–1939), Schriftstellerin, Suffragette und eine der ersten Sinn-Féin-Aktivistinnen
- Peadar Kearney (1883–1942), Autor des Textes der irischen Nationalhymne
- Frank Ryan (1902–1944), Freiheitskämpfer
- Hanna Sheehy-Skeffington (1877–1946), Suffragette und Menschenrechtsaktivistin
- James Larkin (1874–1947), Politiker und Gewerkschafter
- George Noble Plunkett (1851–1948), Politiker der Sinn Féin
- Linda Kearns-MacWhinney (1888–1951), Krankenschwester und Revolutionärin
- Maud Gonne (1866–1953), Revolutionärin
- Michael MacWhite (1883–1958), Diplomat
- Brendan Behan (1923–1964), Schriftsteller
- Éamon de Valera (1882–1975), Revolutionär und Politiker, dreimaliger irischer Premierminister sowie 3. Präsident der Republik Irland
- Roddy Connolly (1901–1980), Politiker
- Nora Connolly O’Brien (1892–1981), Revolutionärin und sozialistische Aktivistin
- Luke Kelly (1940–1984), Folksänger, Songwriter und Mitbegründer der Band The Dubliners

## Trivia
Unter seinem offiziellen Namen Prospect Cemetery ist der Friedhof von Glasnevin der Handlungsort im sechsten Kapitel des Romans Ulysses von James Joyce, Hades. 